# Пантеизм

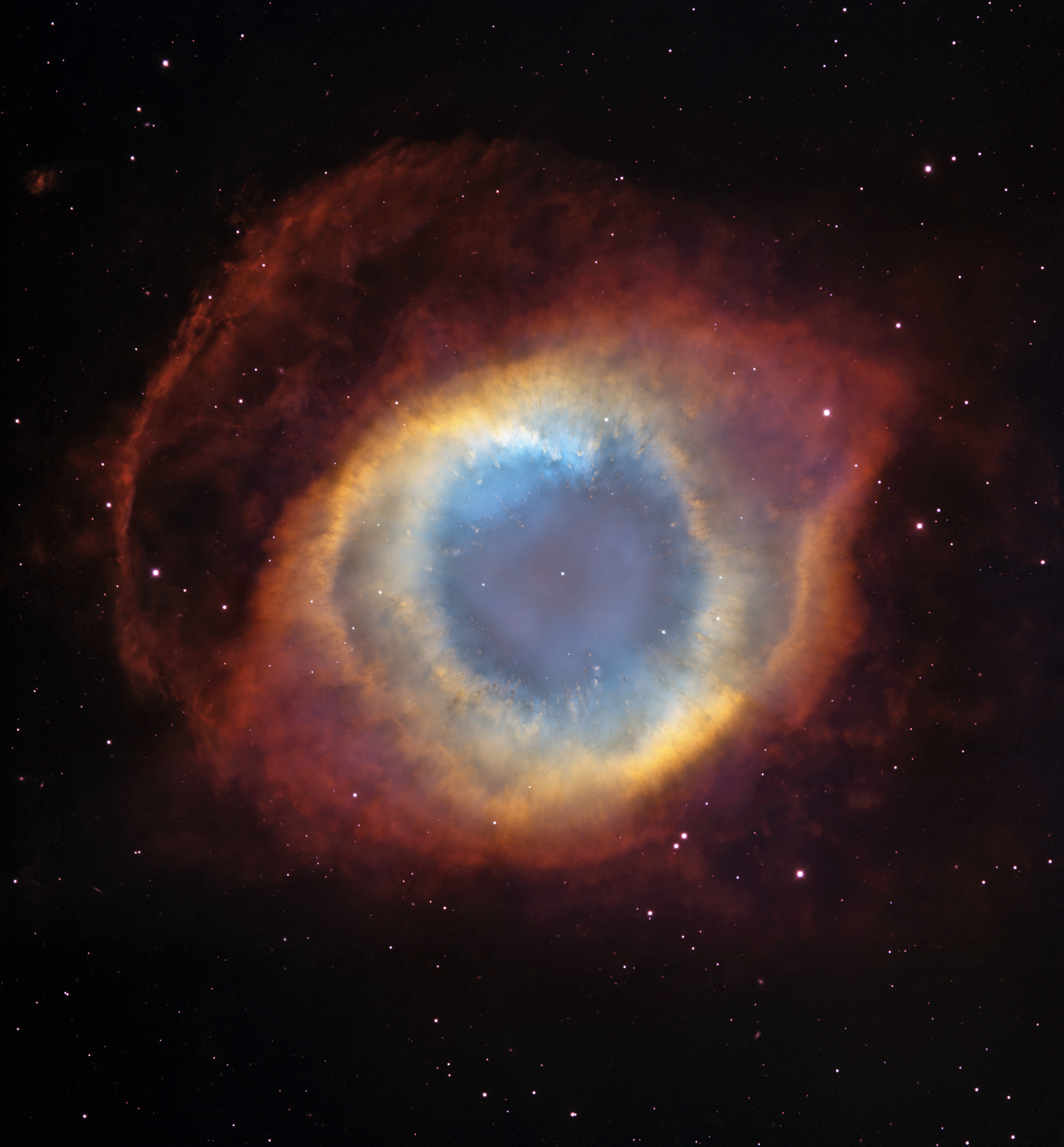
Туманность Улитка, часто называемая «Глазом/Оком Бога».

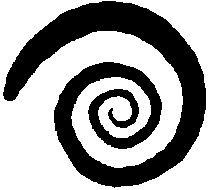
Спираль часто используется как символ пантеизма

Пантеи́зм — философское учение, объединяющее и иногда отождествляющее божество/бога и мир.
Слово «пантеизм» происходит от древнегреческих слов πᾶν (пан) — «всё, всякий» и θεός (теос) — «бог, божество». В пантеизме находит выражение концепция: «Бог» лучше всего понимается в сближении со Вселенной. Пантеисты не верят в личностного, антропоморфного бога или Бога-Творца. Несмотря на существующие различные течения внутри пантеизма, центральные идеи в большинстве форм пантеизма постоянны: Вселенная как всеобъемлющее единство, святость природы. Пантеизм отвергает антропоцентризм, признавая фундаментальное единство всего живого и необходимость почтительного отношения к природе. 

## История
Термин придумал английский математик и философ Джозеф Рафсон (1697 год) в своём латинском труде «De Spatio Reali»; на английском термин «pantheist» впервые применил ирландский философ Джон Толанд в произведении «Социнианство в подлинном изложении пантеиста» («Socinianism Truly Stated, by a pantheist», 1705). Он пояснил свои воззрения в письме к Лейбницу (1710), в котором ссылался на «пантеистическое мнение тех, кто не верит в другое вечное существование, кроме Вселенной». Однако ранее во всемирной истории многие писатели, школы философии и религиозные течения выражали схожие пантеистические идеи.

Среди них досократики, такие как Гераклит и Анаксимандр, а также Ксенофан. По мнению В. Дильтея, наиболее последовательной формой пантеистического монизма в Древней Греции был стоицизм, начиная с Зенона Китийского и заканчивая развитием позднего стоицизма у философа и императора Марка Аврелия. В дохристианской Римской Империи стоицизм стал одной из главенствующих философских школ, наряду с эпикуреизмом и неоплатонизмом. В Древнем Китае ранний даосизм у Лао-цзы и Чжуан-цзы также пантеистичен. Схожие пантеистические идеи встречаются в философии индуизма. 

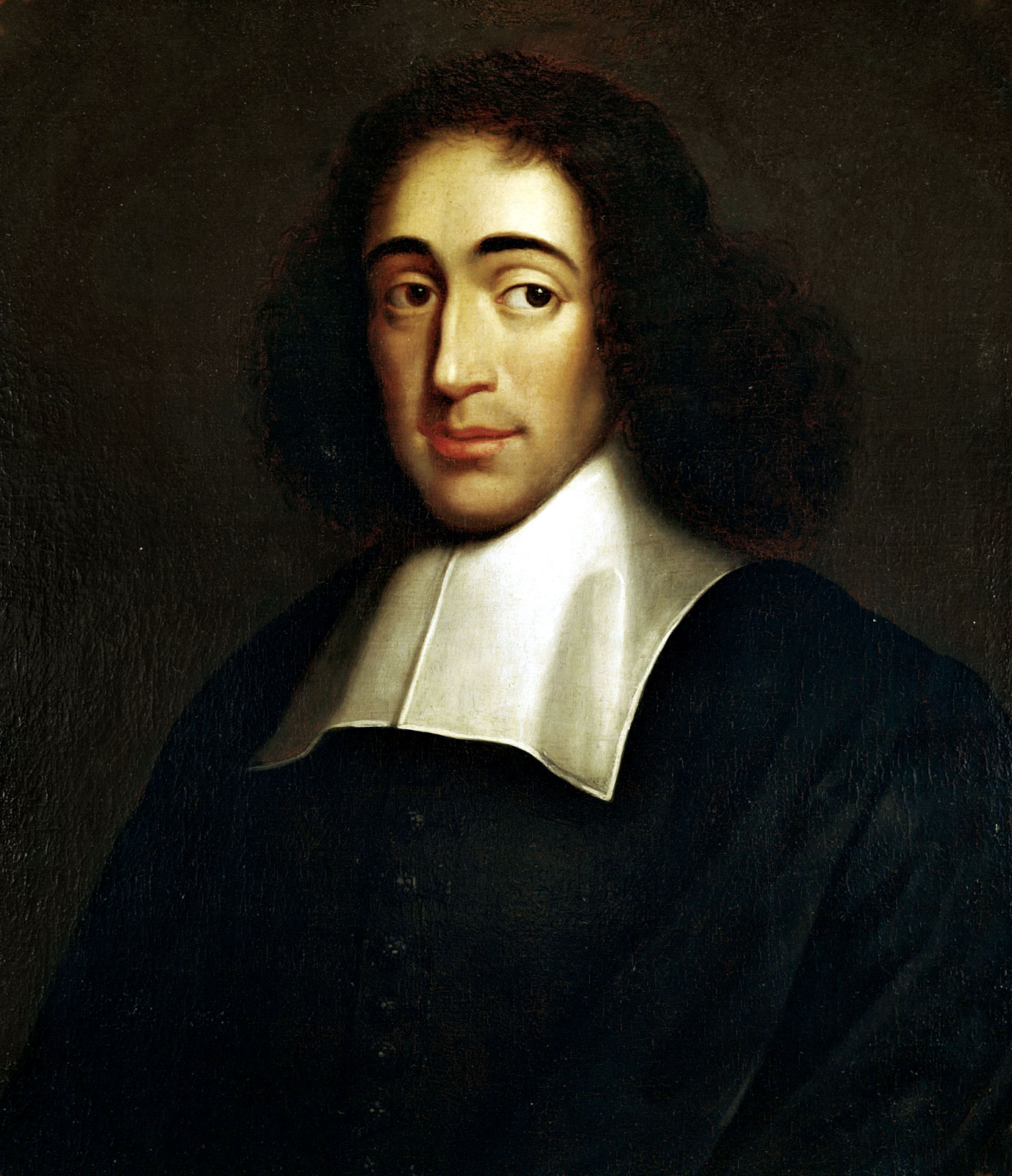
Бенедикт Спиноза (1665)

На Западе между IV и XV веками пантеизм был в упадке, рассматривался как ересь (например, амальрикане). К числу выдающихся христианских богословов этого периода с воззрениями, близкими к пантеизму, относятся: Иоанн Скот Эриугена, Мейстер Экхарт, Николай Кузанский. Первое открытое выражение пантеистического мировоззрения встречается у Джордано Бруно (был предан сожжению в 1600 году). «Этика» Бенедикта Спинозы, оконченная в 1675 году, стала главным источником, через который пантеизм получил распространение в Европе (хотя Спиноза сам не использовал термин «пантеизм», его считают самым известным представителем пантеизма). Джордано Бруно и Спиноза были главными представителями пантеистического монизма с середины XVI до начала XVIII веков. Джон Толанд, который находился под влиянием Спинозы и Бруно, в 1720 году написал «Пантеистикон, или способ празднования общества Сократа» на латинском языке.
В 1785 году открытый диспут между критиком пантеизма Фридрихом Якоби и защитником обвинённого в пантеизме и атеизме Лессинга Мозесом Мендельсоном способствовал дальнейшему распространению знания о пантеизме среди немецких мыслителей конца XVIII — начала XIX веков. Дискуссия способствовала росту авторитета Спинозы среди европейских философов.
В течение XIX века в Европе пантеизм многими расценивался как религия будущего, привлёк внимание таких мыслителей, как: Вордсворт и Кольридж в Англии; Шлейермахер, Фихте, Шеллинг и Гегель в Германии; Уолт Уитмен, Ральф Эмерсон и Генри Дэвид Торо в США; Лев Толстой в России. В дальнейшем пантеистические мотивы проявляются всюду, где философия начинает тяготеть к теологии. Из-за угрозы распространения пантеистических взглядов 8 декабря 1864 года Папа Пий IX в «Syllabus Errorum» назвал пантеизм среди «важнейших заблуждений нашего времени».
К числу известных пантеистов XX века можно отнести английского писателя Лоуренса, американского поэта Джефферса, учёного Альберта Эйнштейна, архитектора Фрэнка Ллойда Райта, историка Арнольда Тойнби. Историческое значение философского пантеизма состоит в развитии идеи единства мира и взаимосвязи явлений, лёгшей в основу холизма.

## Современное развитие
В конце XX века пантеизм начал заново возрождаться. Пантеисты настаивают на необходимости экологического сознания в обществе и СМИ. Часто говорится о том, что пантеизм лежит в основе теологии язычества, пантеисты начали создавать организации, специально посвящённые пантеизму, и рассматривать пантеизм в качестве самостоятельной формы религии.
В 1975 году было основано «Универсальное пантеистическое общество», однако его численность остаётся небольшой. В 1999 году было создано «Мировое пантеистическое движение», которое имеет сторонников в различных странах мира и увеличивается благодаря спискам рассылок и социальным сетям.
В преддверии глобального экологического кризиса меняется отношение к природе, популярность и значимость пантеизма растёт с начала XXI века. Ричард Докинз в «Бог как иллюзия» описывает натуралистический пантеизм как приукрашенный атеизм.
Ватикан продолжает выступления против пантеизма в папской энциклике от 2009 года и в послании 1 января 2010 года, в котором раскритиковал пантеизм за отрицание превосходства людей над природой и «видение источника спасения человека в природе». Фильм «Аватар», снятый Джеймсом Кэмероном в 2009 году, по общественной оценке представляет пантеистическое внимание и отношение к природе. The New York Times характеризует фильм как «продолжительную апологию пантеизма… выбор Голливуда религии для современного поколения».

## Формы пантеизма
Существует множество форм пантеизма и подходов к их классификации. Во всех формах пантеизма выражено почтение к Вселенной или Тотальности, подразумевается всеохватывающее единство, внимание акцентируется на природе в качестве духовного и этического центра.
Формы пантеизма можно рассматривать и классифицировать в зависимости от степени детерминизма, соотношения с теизмом и прочими понятиями. Американский философ Чарльз Хартсхорн использовал термин классический пантеизм для описания философии Спинозы, стоического учения и подобных систем.
По отношению к идеальному и материальному выделяют три основных направления в пантеизме:
- Материалистический монистический пантеизм или натуралистический пантеизм[англ.] признаёт материю первичным началом. Бог идентичен Природе или Вселенной. В истории эта форма пантеизма представлена в философии Джона Толанда, Эрнста Геккеля, Дэвида Лоуренса. В настоящее время концепция поддерживается организацией «Мировое пантеистическое движение».
- Идеалистический монистический пантеизм признаёт первичным началом идеальное. Это направление представлено в философии индуизма, отдельными школами буддизма, также в Нью-эйдж, например, у Дипак Чопры.
- В дуалистических формах пантеизма присутствуют как материальное, так и идеальное начала. Имеет множество современных разновидностей, иногда может включать верования в реинкарнацию, космическое сознание и паранормальные связи с природой. В настоящее время данная форма пантеизма широко представлена в неоязычестве. По мнению некоторых исследователей, к одной из разновидностей дуалистического пантеизма относится спинозизм[20], но в основном пантеизм Спинозы в качестве классического пантеизма рассматривается монистическим и детерминистским[21].

## Спорные вопросы

### Использование религиозных терминов
Внутри сообщества пантеистов ведутся споры о применении слова «Бог». Пантеисты не верят в Бога в традиционном понимании в качестве личности и творца, вследствие чего одни современные пантеисты стараются не применять слово «Бог», поскольку, по их мнению, оно вводит в заблуждение. Другие полагают, что слово «Бог» существенно для выражения силы чувств, которые они испытывают в отношении природы и Вселенной.
Некоторые критики утверждают, что в пантеизме под словом «Бог» понимается не что иное, как «природа», «Вселенная» или «реальность». Однако слово «Бог» (если его употребляют) означает скорее выражение чувств пантеиста, чем проявление сверхъестественных сил во Вселенной.
Поскольку пантеизм рассматривается как альтернатива теизму, то отрицает положения теизма. Например, в теизме верят в Бога-личность трансцендентного по отношению к миру. Пантеисты отрицают существование Бога-личности или мыслящего существа, способного принимать решения.
Также нет единого мнения о соотношении пантеизма и атеизма. Атеисты спорят, что нетеистический бог пантеизма не является богом (в традиционном смысле). Вместе с тем, трансцендентность божества не является непременным атрибутом.

## Схожие концепции в других религиозных традициях

### Даосизм

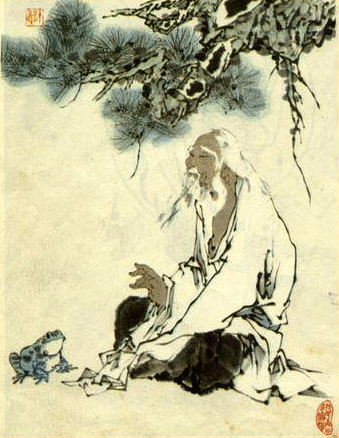
Чжуан-цзы

Даосизм пантеистичен в сочинениях ведущих мыслителей Лао-цзы и Чжуан-цзы, хотя в дальнейшем развился в этническую религию с множеством божеств.
Лао-Цзы в «Дао дэ цзин» нигде не упоминает о Боге-личности или Боге-творце. Основополагающим понятием является Дао (путь) — мистическое и нуминозное единство, бесконечное и вечное, лежащее в основе всех вещей и их формирующее. О Дао всегда говорится с глубоким религиозным благоговением и уважением (как в пантеизме о «божественности» Вселенной). Идеалом даосизма является жизнь в гармонии с Дао: «Он (мудрец) — правдив и живёт в гармонии с Дао, с природой и другими людьми».
Чжуан-цзы обозначает пантеистический характер даосизма ещё более отчётливо: «Небо и я сотворены вместе, и все вещи и я — одно». На вопрос о том, где Дао, он отвечает, что Дао во всём: «Нет места без него… Ничто не существует без Дао».

### Индуизм
Предположительно в индийских религиозных текстах содержатся наиболее древние пантеистические идеи. В индуистской теологии Брахман — неизменная, безличностная, бесконечная, имманентная реальность и является божественным основанием всех вещей во Вселенной, также суммой всего, что было, есть и будет. Идея пантеизма прослеживается от нескольких древнейших Вед и Упанишад к более поздней философии адвайта-веданты. Все махавакьи («великие изречения») Упанишад, в той или иной степени, указывают на единство мира и Брахмана. Пантеизм является ключевым компонентом философии адвайты, однако остальные разновидности веданты менее пантеистичны.

### Другие религии
Определённые формы буддизма и некоторые мистические направления в монотеистических традициях пантеистичны. Без отношения к какой-либо религиозной традиции многие люди, иногда неосознанно, придерживаются пантеистических убеждений.
Среди унитарных универсалистов многие считают себя пантеистами. В религиозно-этическом течении толстовства, помимо прочих идей, проповедуется пантеизм.
В суфизме сильна вера в единство природы и концепцию всего существующего как проявление различных аспектов Бога, вследствие этого взгляды отдельных суфийских мыслителей, в особенности испытавших влияние западной философии XIX века, близки к пантеизму.
Многие этнические религии, включая африканские и индейские традиционные религии, представляют собой переплетение пантеизма с анимизмом и политеизмом.
Элементы пантеизма присутствуют в некоторых формах неоязычества (см. также гипотеза Геи), оккультизма и теософии.

## Родственные концепции
См. также: Религиозный натурализм
Существуют теологические и философские концепции, которые связывают элементы пантеизма и классического теизма.
Термин панентеизм (от древнегреческого: πᾶν (pân) «всё»; ἐν (en) «в»; и θεός (theós) «Бог»; «всё-в-Боге») введён в XIX веке в Германии. Согласно панентеистическим представлениям, Бог присутствует во всех вещах, включает в себя Вселенную, но также находится вне Вселенной. Иногда одновременно пантеистические и панентеистические черты органично присутствуют в религиозных и философских воззрениях мыслителей, и панентеизм рассматривается в качестве формы пантеизма. Вместе с тем, панентеизм часто отличают от форм пантеизма, например, от натуралистического пантеизма.
Пандеизм (содержит элементы деизма и пантеизма) и панпсихизм (представление о всеобщей одушевлённости природы) — некоторые из других родственных учений.